# Рененг
Рененг или Рейнинге (фр. Reiningue) — коммуна на северо-востоке Франции в регионе Гранд-Эст (бывший Эльзас — Шампань — Арденны — Лотарингия), департамент Верхний Рейн, округ Мюлуз, кантон Кингерсайм. До марта 2015 года коммуна административно входила в состав кантона Виттенем (округ Мюлуз).
Площадь коммуны — 18,54 км², население — 1696 человек (2006) с тенденцией к росту: 1908 человек (2012), плотность населения — 102,9 чел/км².

## Население
Численность населения коммуны в 2011 году составляла 1850 человек, а в 2012 году — 1908 человек.
| 1962 | 1968 | 1975 | 1982 | 1990 | 1999 | 2006 | 2007 | 2011 | 2012 |
| ---- | ---- | ---- | ---- | ---- | ---- | ---- | ---- | ---- | ---- |
| 1500 | 1536 | 1759 | 1701 | 1683 | 1630 | 1696 | 1705 | 1850 | 1908 |

Динамика населения:

## Экономика
В 2010 году из 1155 человек трудоспособного возраста (от 15 до 64 лет) 875 были экономически активными, 280 — неактивными (показатель активности 75,8%, в 1999 году — 70,9%). Из 875 активных трудоспособных жителей работали 808 человек (432 мужчины и 376 женщин), 67 числились безработными (29 мужчин и 38 женщин). Среди 280 трудоспособных неактивных граждан 93 были учениками либо студентами, 108 — пенсионерами, а ещё 79 — были неактивны в силу других причин.
На протяжении 2011 года в коммуне числилось 745 облагаемых налогом домохозяйств, в которых проживало 1805 человек. При этом медиана доходов составила 24098 евро на одного налогоплательщика.

## Достопримечательности (фотогалерея)

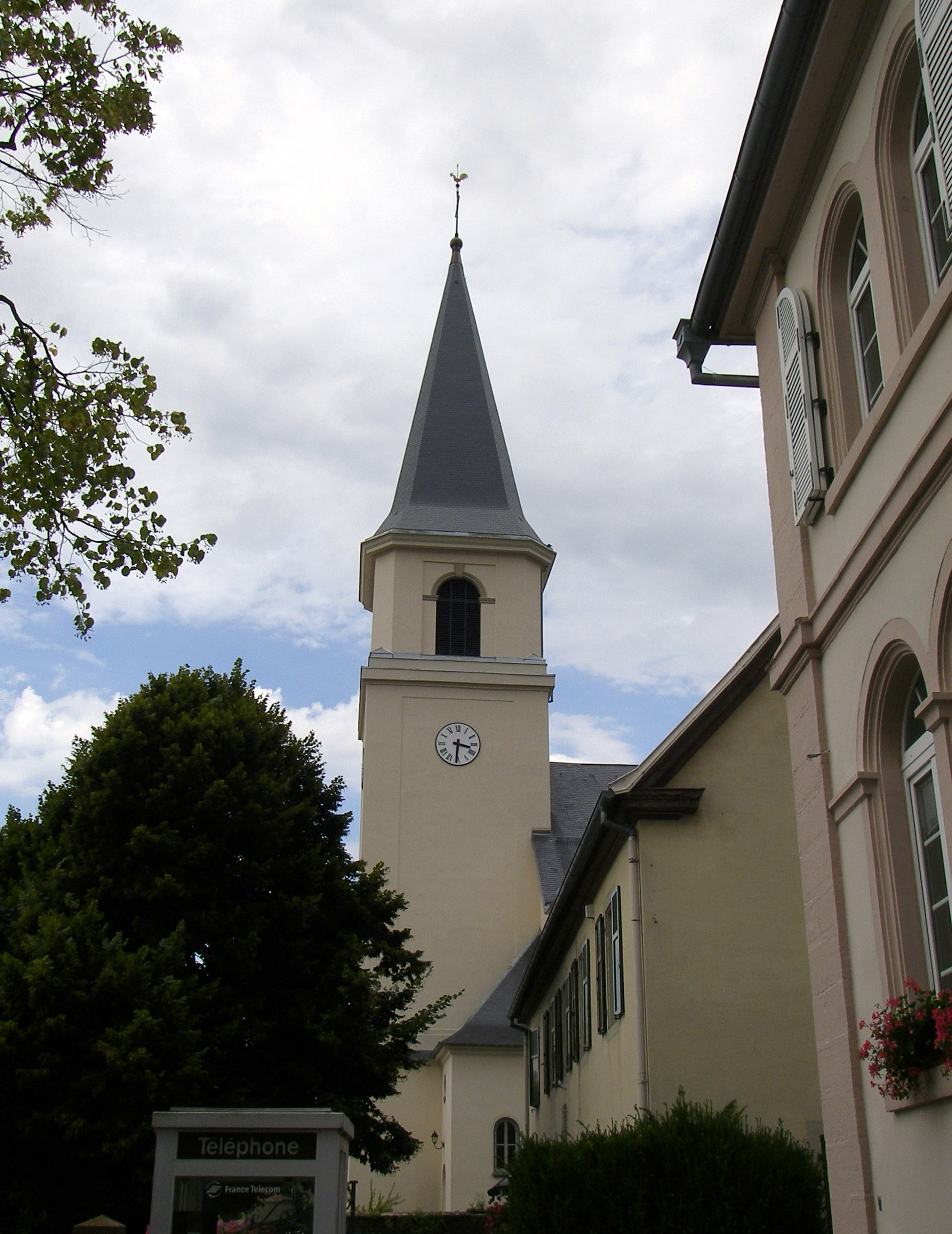
Колокольня
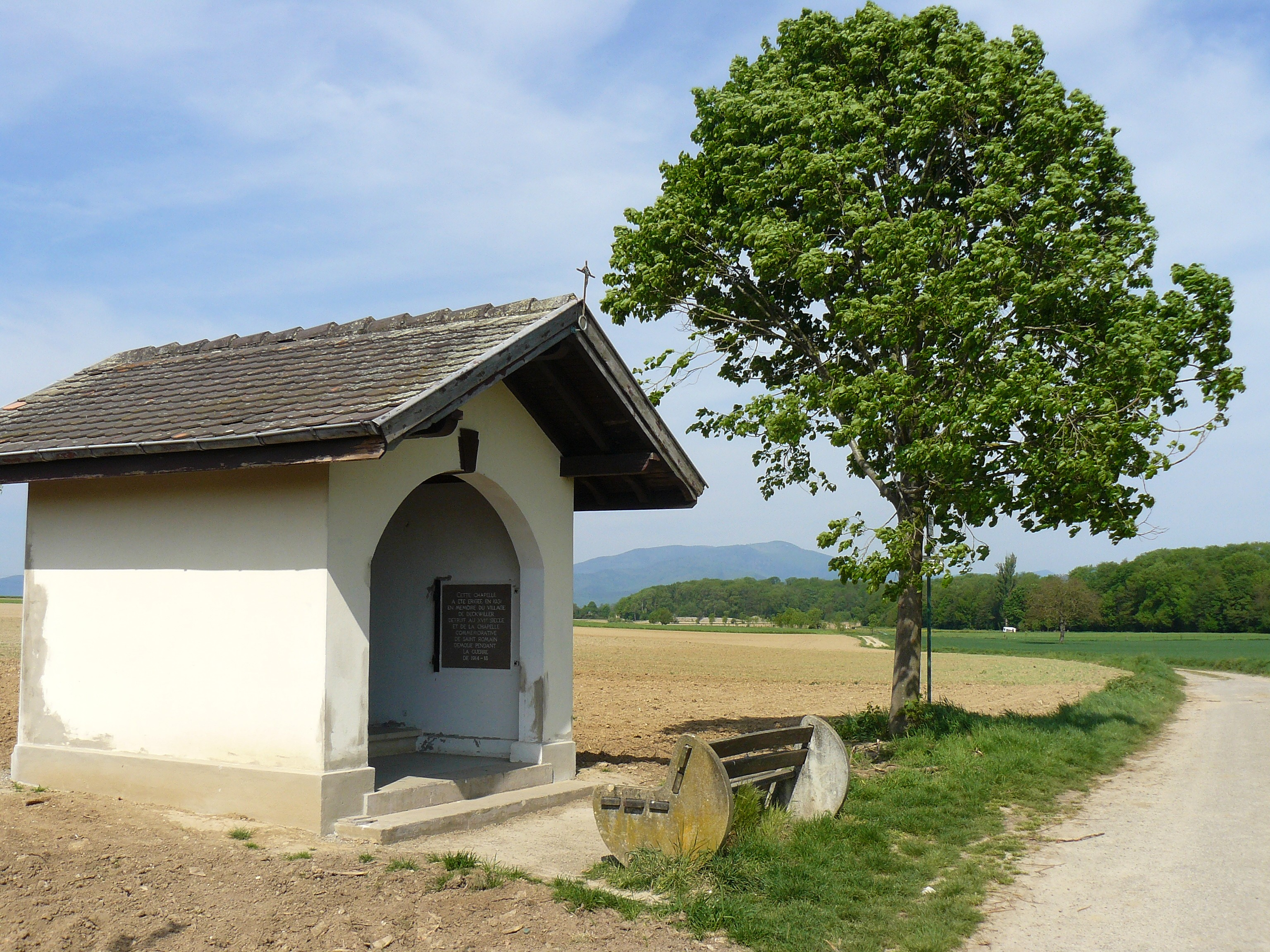
Часовня
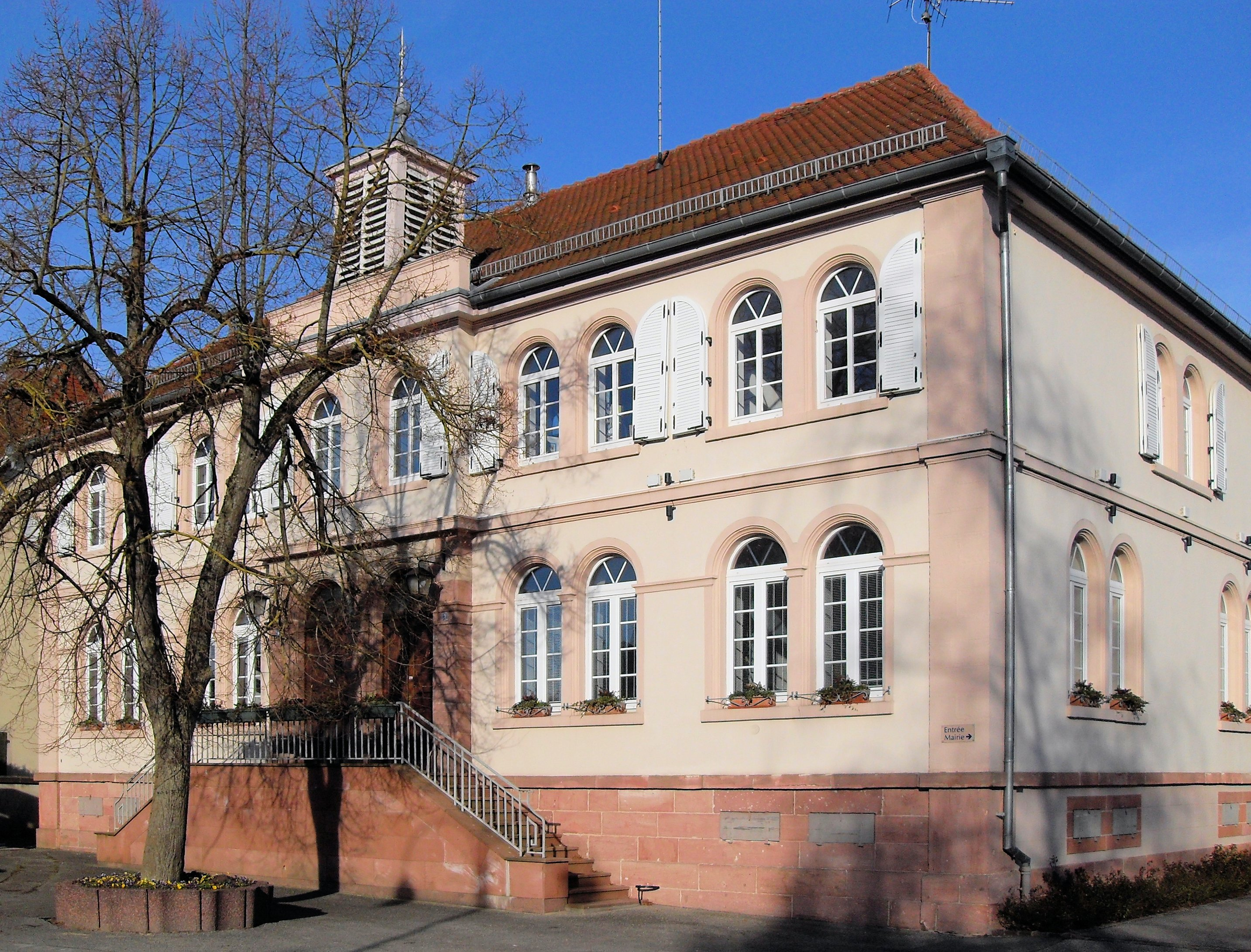
Здание мэрии
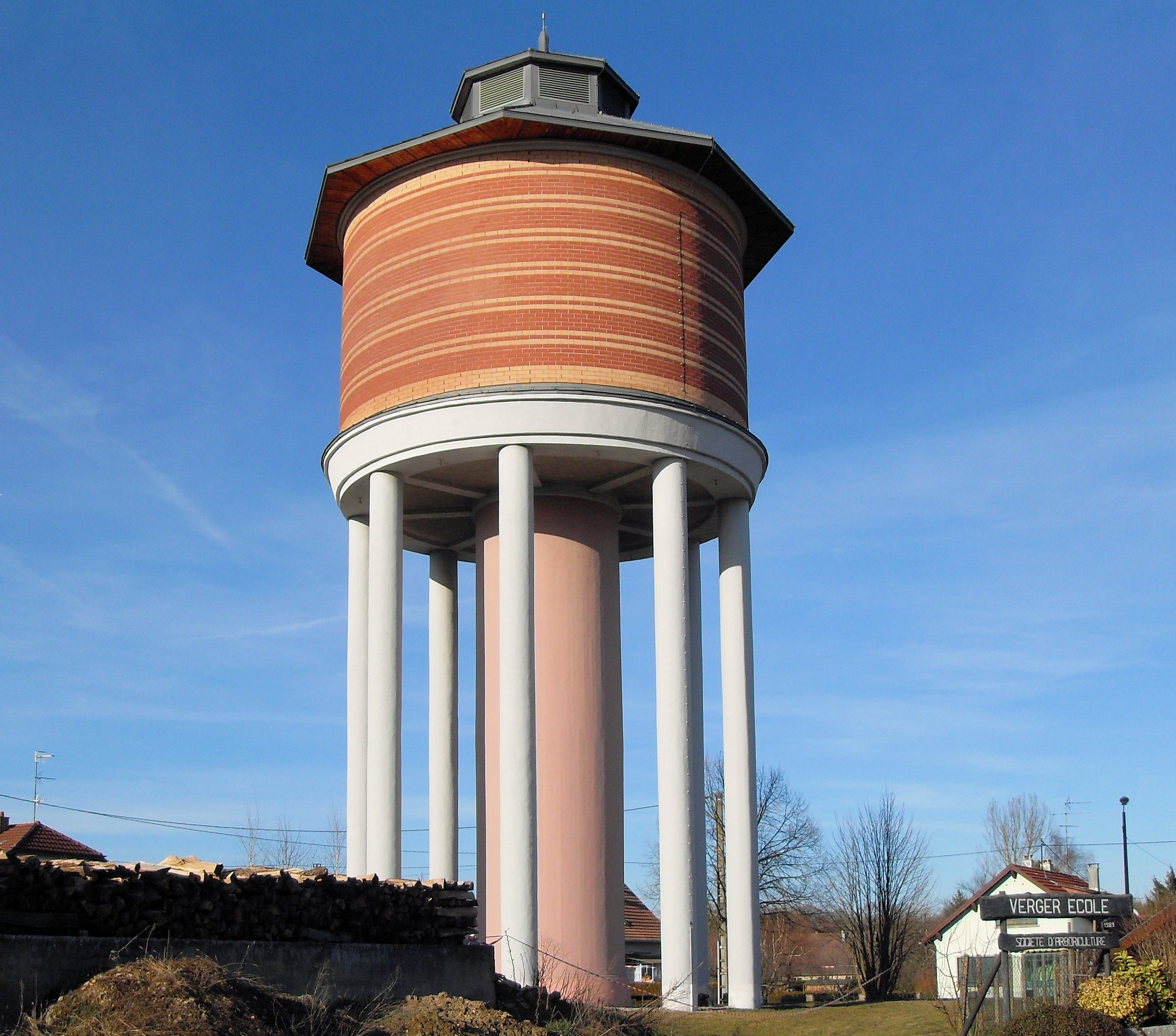
Водонапорная башня